# Дюнкерк (линеен кораб, 1935)
Дюнкерк (на френски: Dunkerque) е френски линеен кораб (понякога се класифицира като линеен крайцер) от времето на Втората световна война. Главен кораб на типа „Дюнкерк“. Корабите от този проект стават първите в света бързоходни линкори. Във френския флот „Дюнкерк“ и „Страсбург“ официално се числят като линейни кораби, в чужбина обикновено са причислявани към линейните крайцери. Кръстен е в чест на едноименния град. Става първият френски линеен кораб, построен след края на Първата световна война. Стойността на строителството на кораба съставя 700 милиона франка.

## Построяване
„Дюнкерк“ е заложен на 24 декември 1932 г. в 4-ти док на влизащия в състава на Бресткия арсенал залив Салу (на френски: Arsenal de Brest, Les bassins du Salou). За първи път в света голям кораб се строи в сух док. Там е построен практически целият корпус на съда, с изключение на предната 17-метрова секция, тъй като общата дължина на дока е само 200 метра. Стапелният период съставя 33 месеца. На 2 октомври 1935 г. „Дюнкерк“ е спуснат на вода и отбуксиран в 8-и док на същата корабостроителница, където неговото строителство е завършено. Дострояването на вода отнема 16 месеца. „Дюнкерк“ е предаден на флота на 1 февруари 1936 г., приемо-предавателните корабни изпитания започват на 18 април 1936 г., още преди да са завършени работите над надстройката и продължава до края на април 1937 г.

## История на службата

### Довоенен период
На 1 май 1937 г. „Дюнкерк“ е приет на въоръжение. През същия месец той взема участие в Спидхедския парад в чест на коронацията на Джордж VI и Елизабет, на 27 май, заедно с други френски кораби, участва в маневрите при остров Ил де Сен. При тези маневри на „Дюнкерк“ се намират министърът на флота и новият началник щаб на френските ВМС – вицеадмирал Франсоа Дарлан.
От 20 януари до 6 март 1938 г. „Дюнкерк“ е в плаване към атлантическите колонии на Франция. Сред всичко останало, той посещава Фор дьо Франс на Антилските острови и Дакар (Сенегал).
През 1939 г., за разплащане на доставките на американско въоръжение, „Дюнкерк“ превозва в Канада сто тона злато.

### Втора световна война
През 1940 г. „Дюнкерк“ е преведен на Средиземноморския театър на военните действия. След разгрома на Франция и подписването на примирието с Германия „Дюнкерк“ се намира в Мерс ел-Кебир.
Опасявайки се, че френският, пети по численост флот в света, ще попадне в ръцете на немците, англичаните осъществяват нападение срещу Мерс ел-Кебир. С цел неутрализацията на френския флот английското съединение „Н“ провежда операцията „Катапулт“, в хода на която британците успяват да повредят и пленят няколко френски кораба. По време на нападението на англичаните над Мерс ел-Кебир „Дюнкерк“ получава три попадения от оръдията на главния калибър на английските линкори и, бидейки тежко повреден, губи ход. Той прекратява огъня и преминава в залива Сен Андре. На 6 юли 1940 г. „Дюнкерк“ е атакуван от торпедоносци „Суордфиш“ на самолетоносача HMS „Арк Роял“. Получава голяма пробойна в обшивката по десния си борд поради взрив на дълбочинни бомби от стоящия в съседство стражеви кораб „Тер Нев“, след което кораба ляга на грунта. Снет е от плитчината и е ремонтиран.

### Нападение над Мерс ел-Кебир
|
За неутрализацията на френския флот в Мерс ел-Кебир е решено да се използва груба сила и да се изпрати там силна британска ескадра. В съединението „H“ (Ейч), на адмирал Съмървил, влизат линейният крайцер „Худ“ HMS Hood, линкорите „Резолюшън“ HMS Resolution и „Валиант“ HMS Valiant (на всеки от трите има по осем 381-мм оръдия), самолетоносачът „Арк Роял“, леките крайцери „Аретуза“, „Ентърпрайз“ и 11 разрушителя. Те достигат Мерс ел-Кебир сутринта на 3 юли 1940 г. В 7 часа по Гринуич в залива влиза разрушителят „Фоксхаунд“ с кептън Холанд на борда. Холанд е военноморското аташе в Париж, и е близко познат на много френски офицери. Той предава на „Дюнкерк“, на адмирал Женсул ултиматум. Съгласно него френските кораби трябва да изпълнят едно от следните условия:
1. да излязат в морето и да се присъединят към британския флот за продължаване на борбата с Германия и Италия;
2. да излязат в морето с намалени екипажи за достигането на британските пристанища, където френските моряци ще бъдат репатрирани;
3. да излязат под английски ескорт с намалени екипажи към френските пристанища в Източна Индия или към портове в САЩ, където корабите ще бъдат разоръжени, а екипажите им репатрирани;
4. да потопят корабите в течение на 6 часа.

В случай на неизпълнение на едно от тези условия британците заплашват, че ще използват сила. Първите две искания нарушават условията на примирието с Германия, за това са отклонени от Женсул веднага. Третия пункт също не се разглежда, тъй като в отговор на пленяването на френските кораби в портовете на Великобритания и в Александрия, сутринта пристига немски ултиматум с искането, под заплахата от прекратяване на примирието, да се върнат френските кораби от Англия. Женсул предава на британския флагман, че да потопи без заповед от Дарлан корабите си може да в случай на опасност от пленяването им от немците. А получаването на нови заповеди е невъзможно, тъй като френското адмиралтейство, на същия ден, се мести от Бордо във Виши. В случай на опит на британците да използват сила, французите ще отговорят със сила.
В 10:50 „Фоксхаунд“ вдига сигнал, че Съмървил няма да даде на френските кораби да напуснат залива. В 12:30 британските самолети пускат по главния фарватер магнитни мини. Срока на ултиматума изтича в 14:00. Адмирал Женсул се опитва още веднъж да проведе преговори, и Холанд се връща на „Дюнкерк“, но това не води до нищо. А в 16:15 Холанд е отзован с депеша от Съмървил. В тази депеша се постановява нов краен срок за ултиматума – 17:30 по британско лятно време (16:30 по Гринуич). В 16:25 Холанд напуска „Дюнкерк“. Френските кораби получават заповед да излязат в морето – линкорите в колона, а лидерите трябва да си пробият път кой както може. Тралчиците започват да разчистват фарватера от мините.
В 16:54 корабите на Съмървил откриват огън, намирайки се на 14 000 м север-северозападно от Мерс ел-Кебир. Френските кораби се намират зад мола, и първите британски снаряди уцелват него. В 17:00 Женсул дава заповед да се открие ответен огън. Залива е прекалено тесен, на което и разчитат британците, за това френските кораби могат да излизат от него само един след друг. „Дюнкерк“ стои най-близо от всички към британците, и огъня на „Худ“ се съсредоточава по него. Първият снаряд попада в кърмата му, преминавайки през тънките плочи без да детонира и излиза на 2,5 м под водолинията. Той поврежда електропроводите по левия борд, изважда от строя крана за вдигане на самолетите и предизвиква наводняване на цистерна за гориво по левия борд. В 17:03 повреди получава „Прованс“ и той е принуден да се изхвърли на плиткото. В 17:07 „Бретан“, след няколко попадания е обхванат от пожар, а в 17:09 той започва да се преобръща и се взривява.

#### Повредите по „Дюнкерк“
|  |  |  |

„Дюнкерк“ успява да даде няколко залпа, преди да получи първото попадение. Първият 381-мм снаряд уцелва кула на ГК № 2. Кулата е обърната към британските кораби – под ъгъл около 100° от диаметралната плоскост по десния борд. Снаряда пада под ъгъл около 20° върху наклонената част на покрива, над оръдие № 8. Дебелината на повърхностно закалената плоча броня на това място е 150 мм. Снаряда смачква плочата и без да детонира, с рикошет отлита нататък. Основната му част е намерена на 2000 м от кораба и на 150 м от село Сен Клотилд. Предположително един от осколъците от този снаряд поразява поста за управление на огъня на фокмачтата на „Прованс“ и смъртоносно ранява старшия артилерийски офицер. В цементираната плоча се образува вдлъбнатина отгоре, а отдолу се откъсва парче броня със сърповидна форма и максимална дебелина 100 – 120 мм. Осколките от бронята пробиват цилиндъра на накатника от дясната страна на оръдието и поразяват мястото на наводчика отдясно. Този осколък (възможно и част от снаряда) по-късно е намерен на пода на кулата. В края на своя път осколъкът се отразява от страничната стена на кулата и попада в зарядната тава на оръдие № 8.
В този момент оръдието се презарежда и на леглото има две първи части барутен заряд. Зарядите се възпламеняват и в огъня загива прислугата на дясната полукула. Леки рани получава персонала, намиращ се в командния отсек на кулата. Лявата полукула и претоваръчното отделение не получават повреди – сработват бронепреградата между полукулите и противопожарните заслони на системата за подаване. Пожарът не предизвиква значителни разрушения в оборудването. Системата за подаване работи за всички четири оръдия. Системата за хоризонтално насочване е в напълно работоспособно състояние. Системата за вертикално насочване, за оръдия № 5 и 6, не е повредена. За оръдие № 7 вертикалното насочване може да се осъществява след разкачването му от оръдие № 8. За това огънят на оръдия № 5 и 6 може да продължи. А след възстановяването на електрозапала може да възобнови огън и оръдие № 7.
Вторият снаряд удря небронираната част от палубата в кърмата. Преминава, без да се взриви, през хангара за хидросамолетите и каютите на мичманите и излиза на 2,5 метра под водолинията. При преминаването си снарядът прекъсва електрокабела на крана за качване на хидросамолетите и кабелите, вървящи към рулевия механизъм. В резултат на това линкора трябва да премине към управление с помощта на резервния двигател „Рено“. Наводнени са много отсеци в кърмовата част, в т.ч. цистерната за гориво по левия борд. Но тъй като хидросамолетът е свален пред боя, а авиогоривото е източено, то първите две попадения не оказват влияние върху боеготовността на „Дюнкерк“, за разлика от двете последващи.
Около 18:00 „Дюнкерк“ получава едновременно попадение от още два 381-мм снаряда. Третият снаряд попада в главния бронепояс по десния борд в района на отсек J – на 1,2 м от преградата между отсеците J и K и на 0,4 м под горния край на пояса. Той пробива 225-мм пояс и преминава през претоваръчното отделение за 130-мм двуцевка. По своя път той отнася част от подаващата тръба и предизвиква пожар сред намиращите се в отделението заряди и снаряди – в резултат на което се взривяват минимум два 130-мм снаряда. Нататък той пробива 20-мм противоосколъчна преграда и детонира в отсека на медицинския склад. Осколките от снаряда и взрива разрушават няколко надлъжни прегради и вентилационния канал. Също така е разрушена 20-мм преграда между медицинския отсек и отсека на въздухоохладителната установка на машинно отделение № 1. При липсата на вентилация, димът от пожара и продуктите на горене на 130-мм заряди прониква в машинното отделение и го прави непригодно за работа. Положението се усложнява с това, че персоналът не може да бъде евакуиран поради блокираните бронирани врати в преградите. Само дузина моряци успяват да се измъкнат по стълбата в началото на отсека, до момента в който люка, водещ към нея, не е блокиран от металните осколки.
Взривовете от 130-мм снаряди в системата за подаване водят също до силен пожар в тунела с кабели и ги изваждат от строя. Веднага след получаването на информацията за пожара в претоваръчното отделение на 130-мм кула № 3 по десния борд, нейните погреби в отсек Н са наводнени. А след час от получаването на информацията за дим проникнал в системата за подаване на кула № 4 (130-мм двуцевка по левия борд) е наводнен и нейният погреб.
Четвъртият снаряд удря в главния броневи пояс в началото на отсек L – на 0,3 м от водонепроницаемата преграда между отсеците K (КО № 2) и L (КО № 3), на 2,5 метра под горния край на пояса, на самия ръб на водата. Траекторията на снаряда е под ъгъл така, че той минава от отсек L към отсек K. Той пробива 225 мм пояс и скоса на бронираната палуба с дебелина 40 мм. Снаряда преминава през практически пълната горивна цистерна в отсек K (1 метър под марката за максимално ниво), пробива 30-мм противоторпедна преграда, разкъсва електрокабелите в тунела и прониква в отсека на котелно отделение № 2. Там разкъсва парния колектор № 1, който съединява котел № 21 с носовата машинна група (КО№ 1 и МО№ 1) и поврежда колектора за прегрята пара № 2 и изпускателния колектор към спомагателните механизми. Нататък той попада в горната част на котел № 21 и се отразява от стените на горния паропрегревател. Основната част от осколките на снаряда с обща маса около 350 – 400 кг пробива стената на котела и излита обратно в отсека.
Като резултат котелно отделение № 2 се запълва с нефт и пара от котли № 11, 12 и 21 през дупките в котел № 21 и колектор № 1. Бавно, но налягането на парата пада и в котли № 22, 31 и 32 през колектор № 2, което се опитват да компенсират чрез повишаване на температурата в котли № 31 и 32. Продуктите на взрива и горещата пара бързо изпълват котелно отделение № 2, убивайки повечето от намиращите се в него. Скокът в налягането предизвиква разрушаване на димоходите на двата котела и поврежда хидравличната система за затваряне на бронираните врати между отсеците, което прави проблемна евакуацията на оцелелите. Горещата пара нагрява преградата между КО№ 2 и КО№ 3, а липсата на вентилация води до това, че въздухът в КО№ 3 става непригоден за дишане и командирът на кораба заповядва евакуация на целия персонал от него.
След тези четири попадения продължават да действат само котелно отделение № 3 и машинно отделение № 2, движещо вътрешните валове. За това даже теоретично скоростта на „Дюнкерк“ не може да надмине 26 възела. Поради повредите по електропроводите е напълно прекратено подаването на енергия към кърмата, и излиза от строя мрежата по десния борд и кърмовите 130-мм кули остават без енергия. Управлението на руля се осъществява с помощта на спомагателния двигател. Поради изключването на една от основните подстанции спират носовите резервни дизел-генератори. Директорите за 330-мм и 130-мм оръдия излизат от строй поради загубата на електроенергия. Кула № 1 на ГК продължава да води огън по „Худ“, а кула № 2 мълчи, защото няма електроенергия към нея.
Корабът не може да излезе в морето в такова състояние, за това в 17:10 постъпва заповед от адмирала Жансул да се прекрати огъня и да се пусне котва срещу селцето Сен Андре, под защитата на брега и форт Сантон. В 17:13 линкорът пуска котва на 15 метрова дълбочина. А в 18:00, с помощта на буксирите „Естрел“, „Котаитен“ и стражевиците „Тер Ньов“ и „Сетус“, „Дюнкерк“ е долепен до брега – примерно на 30 метра неговият нос е измъкнат върху 8-метрова плитчина. Линкорът поема около 700 т вода през пробойните и още около 150 тона баласт са в цистерните по левия борд за изравняване на крена. Аварийните групи пристъпват към ремонт на повредите. В 19:00 постъпва заповед от Жансул да се евакуира екипажът – на борда да останат само членовете на екипажа, задействани в ремонтните работи – около 360 души. В 19:30 Жансул известява Съмървил за евакуацията, но в отговор получава само заповедта на Ле Люк да прекрати преговорите с врага. Ранените са закарани в болницата на Сант Андре. 800 души от „Дюнкерк“ слизат на брега и са изпратени от Оран в Тулон на лайнерите „Шампольон“ и „Мариет Паша“.

#### 6 юли
На следващия ден пожарите са потушени, започва работа за възстановяване на електроснабдяването, запушване на пробойните и изпомпване на водата. Независимо от големия брой жертви, повредите по оборудването не са много големи и Жансул предполага, че в течение на няколко дена може да се закърпи котела и парните колектори и да се достигне Тулон, за да направи там основен ремонт. Той известява за това командването във Франция и адмирал Естев в Бизерта. Последният не пропуска да пусне комюнике за алжирската преса, в което се съобщава, че повредите по „Дюнкерк“ не са големи и че след няколко дена той, на свой ход, ще пристигне в Тулон.
Британското авиоразузнаване не успява към това време да изясни степента на повреди по „Дюнкерк“. След получаването на данните за комюникето на Естев Съмървил получава заповед от Чърчил и Адмиралтейството да излезе в морето и да „довърши работата“. В 19:00 на 5 юли съединение Н отплава от Гибралтар в състав „Худ“, „Валиант“, „Арк Роял“, „Аретуза“, „Ентърпрайз“ и 10 разрушителя. Линкорът „Резолюшън“ е оставен в базата. Тъй като „Дюнкерк“ се намира близо до селото Сант Андре, Съмървил решава, че артилерийския обстрел може да доведе до жертви сред мирното население. За това, след съгласуване с Адмиралтейството, атаката е решено да се направи от торпедоносците на „Арк Роял“.
Британските самолети атакуват на три вълни. В 4:20, когато „Арк Роял“ се намира в точката с координати 36-19N, 2-23W, примерно на 100 мили от Оран, с неговия борта излита шестица „Суордфишове“ на 820-а ескадрила. Самолетите носят торпеда Mark XII с неконтактни взриватели „Дюплекс“. Торпедата са настроени за скорост на хода 27 възела и дълбочина 3,6 метра. В 4:45 излита тройка „Суордфиш“ на 810-а ескадрила под прикритието на шест „Скюа“ от ескадрила 800. В 5:20 във въздуха се вдигат три „Суордфиша“ на 810-а ескадрила и шест „Скюа“ от 803-та ескадрила.
Френските кораби се намират в незавидно положение. Всички 130-мм оръдия на „Дюнкерк“ са извън строя и няма електрозахранване към техните директори. Прислугата на зенитните автомати и картечници е евакуирана. Екипажът има заповед от Жансул и командващия „Дюнкерк“ Сегуин да напусне кораба в случай на въздушна атака. Не се води въздушно разузнаване. Изтребително прикритие също няма. Около „Дюнкерк“ не са поставени противоторпедни мрежи. До десния борд на линкора се намира стражевика „Тер Ньов“, на който се осъществява евакуацията на телата на загиналите. На борда на стражевика има дълбочинни бомби, по-голямата част от които са със свалени предпазители, опасността от което е пренебрегната.
Първата вълна торпедоносци кръжи на 15 мили от брега на височина 2100 метра, за да може да атакува с изгрева на слънцето, което изгрява в 4:53. В 5:28, когато първите слънчеви лъчи, зад планините, осветяват залива на Мерс ел-Кебир, торпедоносците започват захода за атаката. Независимо от липсата на съпротива, поразяването на неподвижната мишена на малка дълбочина се оказва сложна задача. От торпедата, пуснати от самолетите на първата вълна, нито едно не уцелва „Дюнкерк“. Едно от торпедата поразява „Тер Ньов“, но не се взривява. Стражевика започва да потъва. В 5:47 за атака излиза втората вълна торпедоносци. Те са посрещнати със зенитен огън и също нямат попадения в линкора. Но едно от торпедата поразява „Тер Ньов“, разцепвайки го по средата. Стражевика бързо потъва. Самолетите на третата вълна прелитат над нос Фалкон в 5:50. Те са посрещнати от френски изтребители, но те са сковани от ескорта „Скюа“. В схватката един „Скюа“ на 803-та ескадрила е повреден и по-късно не достига до самолетоносача, кацайки във водата. Неговият екипаж е спасен от разрушителя „Видет“. Торпедоносците на третата вълна също не постигат попадения в „Дюнкерк“. Едно от торпедата потопява буксира „Естрел“, маневриращ на 70 метра от линкора. Още едно торпедо предположително преминава под кила на линкора и уцелва обломките на „Тер Ньов“. Взривът на торпедото предизвиква детонация на поне 14 от 44 дълбочинни бомби, които има на кораба. Взривът на 1400 кг взривни вещества в дълбочинните бомби е ужасен. Стълб мътна вода се вдига на височина около 100 метра.
Епицентърът на взрива се намира в началото на отсек G, близо до преградата между отсеците G и F – в района на предния край на барбета на кула № 2 на главния калибър. По заповед на Сегуин при първата атака на торпедоносците са наводнени погребите за 330-мм оръдия, като така е изключена възможността за тяхната детонация. В резултат на подводния взрив в борда се образува пробойна с размери 18 х 12 метра. Противоторпедната 40/50 мм преграда се огъва на протежение 40 метров и на много места започва теч. Наводнени са машинните отделения, поста за управление на огъня и командния пункт на борбата за живучест на кораба. Плочите на главния пояс се огъват навътре, като изпъчват бронираната палуба. От взрива също излизат от своите легла директорите за управление на огъня. Корпусът поема около 20 хиляди тона вода и линкорът ляга на грунта. Кренът в 5° е изравнен след това чрез контранаводняване.
Последствията от взрива на дълбочинните бомби са по-значителни от тези, на които могат да разчитат англичаните – взрива на 1400 кг взрив е еквивалентен на попаденията на 8 британски торпеда. „Дюнкерк“ излиза от строя, като минимум, за няколко месеца. Всичко в операциите на 3 и 6 юли загиват 210 члена на екипажа на линкора – 9 офицери, 32 старшини и 169 моряци.
Адмирал Жансул и командира на „Дюнкерк“, Сегуин, допускат ред груби грешки. Тяхната междоусобица пречи своевременно да се тръгне на 3 юли, а липсата на противоторпедни мрежи, неспособността да се организира ПВО на кораба и използването близо до кораба на стражевика с активни дълбочинни бомби води до излизането от строй на линкора за дълъг срок. В британския флот това би поставило кръст на техните последващи кариери. Но ситуацията във френския флот през юли 1940 г. е такава, че благодарение на лоялността на офицерите към командването, тези грешки почти не оказват влияние на тяхната съдба. С пристигането си в Тулон Жансул е порицан от Дарлан. В резултат на реорганизацията на флота е премахната Атлантическата ескадра и той е лишен от своя пост, но получава пета звезда и става пълен адмирал. Сегуин е назначен за командир на „Страсбург“ и остава такъв до ноември 1941 г.

### Потопяване на френския флот в Тулон
В началото на 1942 г. „Дюнкерк“ пристига в Тулон и е поставен в сух док за провеждането на ремонтните работи. Възстановяването е бавно. По време на превземането на Тулон от немските войски намиращият се в дока „Дюнкерк“ е взривен. При това цялото оборудване на линкора е унищожено.

### Следвоенна съдба
С края на Втората световна война, останките на „Дюнкерк“ са извадени от сухия док. Поради големите разрушения не са предприемани опити за възстановяването на кораба.
На 15 септември 1955 г. „Дюнкерк“ е изваден от състава на флота, а неговите останки са продадени за скрап на 30 септември 1958 г. за 253 млн. франка.

## Коментари
1. ↑  Всички данни са към септември 1939 г.
2. ↑  Барутния заряд за 330-мм оръдия се състои от четири части барут в копринен картуз. Отначало в камерата се подават първите две части на заряда, след това двете следващи и едва тогава снаряда.
3. ↑  В конструкцията на 330-мм оръдия на „Дюнкерк“ люлките на оръдията макар и да са разделени, но не са индивидуални. Вертикалното насочване на оръдия № 7 и 8 може да става само съвместно
4. ↑  Според данните на Джордан и Дюма в 5:15.
5. ↑  При линкорите от типа „Дюнкерк“ директорите за управление на 130-мм и 330-мм оръдия са изпълнени като въртящи се конструкции на върха на кулоподобни надстройки.
6. ↑  За изравняването на крена с вода са напълнени отсеци противоположни на наводнените.